# 黒部電報電話局

黒部電報電話局

黒部電報電話局（くろべでんぽうでんわきょく）は、富山県黒部市三日市にあった日本電信電話公社及び日本電信電話の電報電話局。公社時代は北陸電気通信局富山電気通信部の管轄下にあった。

## 概要
黒部電報電話局は、1962年（昭和37年）3月30日に黒部郵便局、生地郵便局及び石田郵便局の電気通信業務を承継して開設された。当時の加入者数は1291件であった。この報話局における大口利用者は吉田工業であり、管内収入の約7割を同社による利用が占めていた。1985年（昭和60年）4月1日の民営化後もしばらく電報電話局の名称が用いられ、同年10月1日には宇奈月郵便局より電話の加入及び料金に関する簡易な事務を承継しているが、1989年（平成元年）4月1日より全国的に電話局及び電報電話局は支店、あるいは営業所と改称された。
1964年（昭和39年）当時は内部機構として業務課及び施設課を有した。また『黒部市史』によると生地町飯沢に生地分室を有した。

## 歴史
黒部電報電話局開設前の事項については、黒部郵便局の項目を参照のこと。
- 1962年（昭和37年）
  - 3月30日 - 黒部電報電話局を開設し[1]、電話交換方式をクロスバー自動交換式に改め[9]、黒部郵便局、生地郵便局及び石田郵便局における電話交換、和文電報配達、国内欧文電報受付配達及び国際電報受付配達業務を廃止し、その業務を黒部電報電話局に移管する[2]。また、富山 - 魚津 - 黒部間において自動即時通話を開始する[9]。また、昭和33年郵政省告示第989号（電信為替の一部を委託する件）を改正し、黒部郵便局は黒部電報電話局に電信為替の一部を委託する[10]。
  - 3月31日 - 電報中継機械化の加入局となる（金沢電報局）[9]。
- 1967年（昭和42年）10月1日 - 市内局番が1桁局番から「52」および「56」の2桁局番に変更される[11]。
- 1969年（昭和44年）10月26日 - 宇奈月浦山郵便局において電話交換業務、宇奈月郵便局においては電話の加入及び料金に関する簡易な事務を除く電話交換業務を廃止し、その業務を黒部電報電話局に移管する[12]。
- 1985年（昭和60年）
  - 4月1日 - 電電改革により日本電信電話公社は民営化され、日本電信電話株式会社が発足する[13]。
  - 10月1日 - 宇奈月郵便局において電話の加入及び料金に関する簡易な事務を廃止し、その業務を黒部電報電話局に移管する[6]。
- 1989年（平成元年）4月1日 - 各電話局はその名称を廃止し、支店、あるいは営業所等と改称される[7]。

## 脚註
1. 1 2  昭和37年日本電信電話公社公示第1号（『官報』、1962年（昭和37年）4月2日）
2. 1 2  昭和37年郵政省告示第239号（『官報』、1962年（昭和37年）3月24日）
3. 1 2  黒部市史編纂委員会編、『黒部市史』（646頁）、1964年（昭和39年）11月、黒部市役所
4. ↑  「越中だより ―富山電気通信部―」、『電気通信施設』第20巻第8号所収（70頁）、1968年（昭和43年）8月、電気通信協会
5. ↑  総務庁統計局編、『事業所名鑑索引 昭和63年版』（437頁）、1988年（昭和63年）12月、総務庁統計局
6. 1 2  昭和60年郵政省告示第748号（『官報』、1985年（昭和60年）9月28日）
7. 1 2  「NTT、地方組織再編を4月1日実施へ――総支社全廃、電話局を｢支店｣｢営業所｣に」、『官界通信』第1867号所収（12から13頁）、1989年（平成元年）3月、官界通信社
8. ↑  日本電信電話公社北陸電気通信局編、『北陸の電信電話 その九十年の歩み』（412頁）、1964年（昭和39年）10月、日本電信電話公社北陸電気通信局
9. 1 2 3  日本電信電話公社北陸電気通信局編、『北陸の電信電話 その九十年の歩み』（596頁）、1964年（昭和39年）10月、日本電信電話公社北陸電気通信局
10. ↑  昭和37年郵政省告示第284号（『官報』、1962年（昭和37年）4月6日）
11. ↑  『黒部市史 歴史民俗編』（1992年3月25日、黒部市発行）907頁
12. ↑  昭和44年郵政省告示第814号（『官報』、1969年（昭和44年）10月24日）
13. ↑  内閣制度百年史編纂委員会編、『内閣制度百年史 上巻』（558から560頁）、1985年（昭和60年）12月、大蔵省印刷局